# 2016-os kanadai labdarúgókupa
A 2016-os kanadai labdarúgókupa (angolul: Canadian Championship) volt a kanadai labdarúgókupa 9. szezonja. A sorozat 2016. május 11-én kezdődött és június 29-én ért véget. A döntő első mérkőzését a torontói BMO Fielden, míg a visszavágót a vancouveri BC Place Stadionban rendezték meg. A címvédő a Vancouver Whitecaps volt. A trófeát a Toronto csapata szerezte meg, a kupa története során ötödik alkalommal.

## Lebonyolítás
| Kör           | Első mérkőzés | Második mérkőzés |
| ------------- | ------------- | ---------------- |
| Selejtező kör | május 11.     | május 18.        |
| Elődöntő      | június 1.     | június 8.        |
| Döntő         | június 21.    | június 29.       |

## Selejtező kör
| 2016. május 11. 19:00 MTZ |

| Edmonton | 0–3 | Ottawa Fury                     |
| -------- | --- | ------------------------------- |
|          |     | Timbó 13' Haworth 69' Vered 74' |

| Clarke Stadion, Edmonton, Alberta Nézőszám: 3 000 Játékvezető: Alain Ruch |

| 2016. május 18. 19:30 ETZ |

| Ottawa Fury | 0–2 | Edmonton                |
| ----------- | --- | ----------------------- |
|             |     | Corea 26' Eckersley 45' |

| TD Place Stadion, Ottawa, Ontario Nézőszám: 3 946 Játékvezető: Mathieu Bourdeau |

Az Ottawa Fury csapata győzött 3–2-es összesítéssel.

## Elődöntő
| 2016. június 1. 19:30 ETZ |

| Ottawa Fury             | 2–0 | Vancouver Whitecaps |
| ----------------------- | --- | ------------------- |
| Steele 3' Paulo Jr. 41' |     |                     |

| TD Place Stadion, Ottawa, Ontario Nézőszám: 9 057 Játékvezető: Yusri Rudolf |

| 2016. június 8. 19:00 PST |

| Vancouver Whitecaps                           | 3–0 | Ottawa Fury |
| --------------------------------------------- | --- | ----------- |
| Morales 3' (11-esből) Mezquida 20' Rivero 52' |     |             |

| BC Place Stadion, Vancouver, Brit Columbia Nézőszám: 17 863 Játékvezető: Geoff Gamble |

A Vancouver Whitecaps csapata győzött 3–2-es összesítéssel.
| 2016. június 1. 19:30 ETZ |

| Toronto                         | 4–2 | Montréal                 |
| ------------------------------- | --- | ------------------------ |
| Osorio 13' 36' Hamilton 60' 80' |     | Salazar 86' Drogba 90+1' |

| BMO Field, Toronto, Ontario Nézőszám: 22 143 Játékvezető: David Gantar |

| 2016. június 8. |

| Montréal | 0–0 | Toronto |
| -------- | --- | ------- |
|          |     |         |

| Saputo Stadion, Montréal, Québec Nézőszám: 18 964 Játékvezető: Silviu Petrescu |

A Toronto csapata győzött 4–2-es összesítéssel.

## Döntő
| 2016. június 21. |

| Toronto      | 1–0 | Vancouver Whitecaps |
| ------------ | --- | ------------------- |
| Giovinco 43' |     |                     |

| BMO Field, Toronto, Ontario Nézőszám: 20 011 Játékvezető: Mathieu Bourdeau |

| 2016. június 29. |

| Vancouver Whitecaps     | 2–1 | Toronto       |
| ----------------------- | --- | ------------- |
| Mezquida 47' Parker 68' |     | Johnson 90+5' |

| BC Place Stadion, Vancouver, Brit Columbia Nézőszám: 19 376 Játékvezető: Drew Fischer |

A Toronto csapata győzött 2–2-es összesítéssel, idegenben lőtt gólokkal.